# 春風 SHUN PU
「春風 SHUN PU」（しゅんぷう）は、豊崎愛生の4枚目のシングル。2011年4月13日にミュージックレインから発売された。

## 概要
声優ユニット・スフィアなどで活躍する女性声優、豊崎愛生の単独名義での4thシングル。2011年1月29日に中野サンプラザで行われた、『Music Rainbow 01』の豊崎愛生ワンマンライブにて、発表された。
表題曲「春風 SHUN PU」の作詞・作曲はシンガーソングライターのつじあやのが、カップリングの「KARA-KURI DOLL」の作詞・作曲は、1stシングル「love your life」以来となる谷山浩子が手掛けている。その後、谷山自身もアルバム『夢みる力』などで同曲をセルフカバーしている。
2種類の仕様で発売され、初回限定盤と通常盤の初回生産分はデジパック仕様で、初回限定盤には表題曲のPVを収録したDVDと6月1日に発売予定のアルバム『love your life, love my life』とのW購入特典用応募フライヤーが付属された。初回限定盤では豊崎がウサギを抱いている写真がジャケットとして使用されており、通常盤では直立している豊崎の右にウサギが配置されている。
2011年4月25日付オリコン・週間シングルチャートで、自身初となるオリコントップ10入りを果たした。
楽曲の一部（具体的には2分30秒から54秒にかけての間奏部分）に緊急地震速報のチャイムと類似したメロディが含まれているため、ラジオで楽曲の該当部分が放送された場合、警報の検知機能を搭載したラジオ受信機が誤作動することが報告されている。

## 収録曲
CD
1. 春風 SHUN PU [4:11]
作詞・作曲：つじあやの、編曲：関淳二郎
2. KARA-KURI DOLL [4:57]
作詞・作曲：谷山浩子、編曲：石井AQ
3. 春風 SHUN PU（Instrumental）

DVD（初回限定盤のみ）
1. 「春風 SHUN PU」Music Clip
2. 「春風 SHUN PU」TV spot(15sec+30sec)

## 収録アルバム
| 曲名         | 収録アルバム                    | 発売日       |
| ------------ | ------------------------------- | ------------ |
| 春風 SHUN PU | 『Love your life,love my life』 | 2011年6月1日 |